# Bezbridnjača
Bezbridnjača  (lat. Puccinellia  nom. cons.), biljni rod iz porodice travovki. Postoji preko 110 vrsta, a nekoliko vrsta i u Hrvatskoj, odstojeća bezbridnjača (P. distans), Borerova bezbridnjača (P. fasciculata), Teyberova bezbridnjača (P. teyberi), svežnjasta bezbridnjača P. festuciformis.
Rod je imenovan u čast talijanskog botaničara Benedetto Luigi Puccinellija (1808 – 1850).

## Vrste
1. Puccinellia acroxantha C.A.Sm. & C.E.Hubb.
2. Puccinellia altaica Tzvelev
3. Puccinellia andersonii Swallen
4. Puccinellia angusta (Nees) C.A.Sm. & C.E.Hubb.
5. Puccinellia angustata (R.Br.) E.L.Rand & Redfield
6. Puccinellia arctica (Hook.) Fernald & Weath.
7. Puccinellia argentinensis (Hack.) Parodi
8. Puccinellia arjinshanensis D.F.Cui
9. Puccinellia banksiensis Consaul
10. Puccinellia × beckii Holmb.
11. Puccinellia × beringensis Tzvelev
12. Puccinellia biflora (Steud.) Parodi
13. Puccinellia bruggemannii T.J.Sørensen
14. Puccinellia bulbosa (Grossh.) Grossh.
15. Puccinellia byrrangensis Tzvelev
16. Puccinellia candida Enustsch. & Gnutikov
17. Puccinellia chinampoensis Ohwi
18. Puccinellia choresmica (V.I.Krecz.) V.I.Krecz. ex Drobov
19. Puccinellia ciliata Bor
20. Puccinellia convoluta (Hornem.) Fourr.
21. Puccinellia coreensis Honda
22. Puccinellia decumbens A.R.Williams
23. Puccinellia degeensis L.Liu
24. Puccinellia diffusa (V.I.Krecz.) V.I.Krecz. ex Drobov
25. Puccinellia distans (Jacq.) Parl.
26. Puccinellia dolicholepis (V.I.Krecz.) Pavlov
27. Puccinellia fasciculata (Torr.) E.P.Bicknell
28. Puccinellia × feekesiana Jansen & Wacht.
29. Puccinellia festuciformis (Host) Parl.
30. Puccinellia filifolia (Trin.) Tzvelev
31. Puccinellia florida D.F.Cui
32. Puccinellia frigida (Phil.) I.M.Johnst.
33. Puccinellia gabrieljanae Tzvelev
34. Puccinellia gigantea (Grossh.) Grossh.
35. Puccinellia glaucescens (Phil.) Parodi
36. Puccinellia gorodkovii Tzvelev
37. Puccinellia groenlandica T.J.Sørensen
38. Puccinellia grossheimiana V.I.Krecz.
39. Puccinellia hackeliana (V.I.Krecz.) V.I.Krecz. ex Drobov
40. Puccinellia harcusiana A.R.Williams
41. Puccinellia hauptiana (V.I.Krecz.) Kitag.
42. Puccinellia himalaica Tzvelev
43. Puccinellia hispanica Julià & J.M.Monts.
44. Puccinellia howellii J.I.Davis
45. Puccinellia iberica (Wolley-Dod) Tzvelev
46. Puccinellia intermedia (Schur) Janch.
47. Puccinellia jeholensis Kitag.
48. Puccinellia jenisseiensis (Roshev.) Tzvelev
49. Puccinellia kamtschatica Holmb.
50. Puccinellia kashmiriana Bor
51. Puccinellia × kattegatensis (Neuman) Holmb.
52. Puccinellia koeieana Melderis
53. Puccinellia × krusemaniana Jansen & Wacht.
54. Puccinellia kuenlunica Tzvelev
55. Puccinellia ladakhensis (H.Hartmann) Dickore
56. Puccinellia ladyginii N.R.Ivanov ex Tzvelev
57. Puccinellia leiolepis L.Liu
58. Puccinellia lemmonii (Vasey) Scribn.
59. Puccinellia lenensis (Holmb.) Tzvelev
60. Puccinellia longior A.R.Williams
61. Puccinellia macquariensis (Cheeseman) Allan & Jansen
62. Puccinellia macranthera (V.I.Krecz.) Norl.
63. Puccinellia macropus V.I.Krecz.
64. Puccinellia magellanica (Hook.f.) Parodi
65. Puccinellia manchuriensis Ohwi
66. Puccinellia maritima (Huds.) Parl.
67. Puccinellia mendozina (Hack.) Parodi
68. Puccinellia micrandra (Keng) Keng f. & S.L.Chen
69. Puccinellia micranthera D.F.Cui
70. Puccinellia minuta Bor
71. Puccinellia multiflora L.Liu
72. Puccinellia nipponica Ohwi
73. Puccinellia nudiflora (Hack.) Tzvelev
74. Puccinellia nutkaensis (J.Presl) Fernald & Weath.
75. Puccinellia nuttalliana (Schult.) Hitchc.
76. Puccinellia pamirica (Roshev.) V.I.Krecz. ex Ovcz. & Czukav.
77. Puccinellia × pannonica (Hack.) Holmb.
78. Puccinellia parishii Hitchc.
79. Puccinellia parvula Hitchc.
80. Puccinellia pauciramea (Hack.) V.I.Krecz. ex Ovcz. & Czukav.
81. Puccinellia perlaxa (N.G.Walsh) N.G.Walsh & A.R.Williams
82. Puccinellia phryganodes (Trin.) Scribn. & Merr.
83. Puccinellia poecilantha (K.Koch) Grossh.
84. Puccinellia porsildii T.J.Sørensen
85. Puccinellia preslii (Hack.) Ponert
86. Puccinellia przewalskii Tzvelev
87. Puccinellia pumila (Macoun ex Vasey) Hitchc.
88. Puccinellia pusilla (Hack.) Parodi
89. Puccinellia qinghaica Tzvelev
90. Puccinellia raroflorens Edgar
91. Puccinellia roborovskyi Tzvelev
92. Puccinellia roshevitsiana (Schischk.) V.I.Krecz. ex Tzvelev
93. Puccinellia rupestris (With.) Fernald & Weath.
94. Puccinellia schischkinii Tzvelev
95. Puccinellia sereginii Tzvelev
96. Puccinellia shuanghuensis L.Liu
97. Puccinellia sibirica Holmb.
98. Puccinellia simplex Scribn.
99. Puccinellia skottsbergii (Pilg.) Parodi
100. Puccinellia stapfiana R.R.Stewart
101. Puccinellia stricta (Hook.f.) C.H.Blom
102. Puccinellia strictura L.Liu
103. Puccinellia sublaevis (Holmb.) Tzvelev
104. Puccinellia subspicata (V.I.Krecz.) V.I.Krecz. ex Ovcz. & Czukav.
105. Puccinellia tenella (Lange) Holmb.
106. Puccinellia tenuiflora (Griseb.) Scribn. & Merr.
107. Puccinellia tenuissima (Litv. ex V.I.Krecz.) Pavlov
108. Puccinellia thomsonii (Stapf ex Hook.f.) R.R.Stewart
109. Puccinellia tianschanica (Tzvelev) Ikonn.
110. Puccinellia vaginata (Lange) Fernald & Weath.
111. Puccinellia vahliana (Liebm.) Scribn. & Merr.
112. Puccinellia vassica A.R.Williams
113. Puccinellia vitalii Yu.E.Alexeev, Laktionov & Tzvelev
114. Puccinellia walkeri (Kirk) Allan
115. Puccinellia wrightii (Scribn. & Merr.) Tzvelev